# Ligne de Nuits-sous-Ravières à Châtillon-sur-Seine
La ligne de Nuits-sous-Ravières à Châtillon-sur-Seine est une ligne de chemin de fer française qui relie Nuits-sous-Ravières dans le département de l'Yonne à Châtillon-sur-Seine dans le département de la Côte-d'Or.
Elle constitue la ligne 839 000 du réseau ferré national.

## Histoire

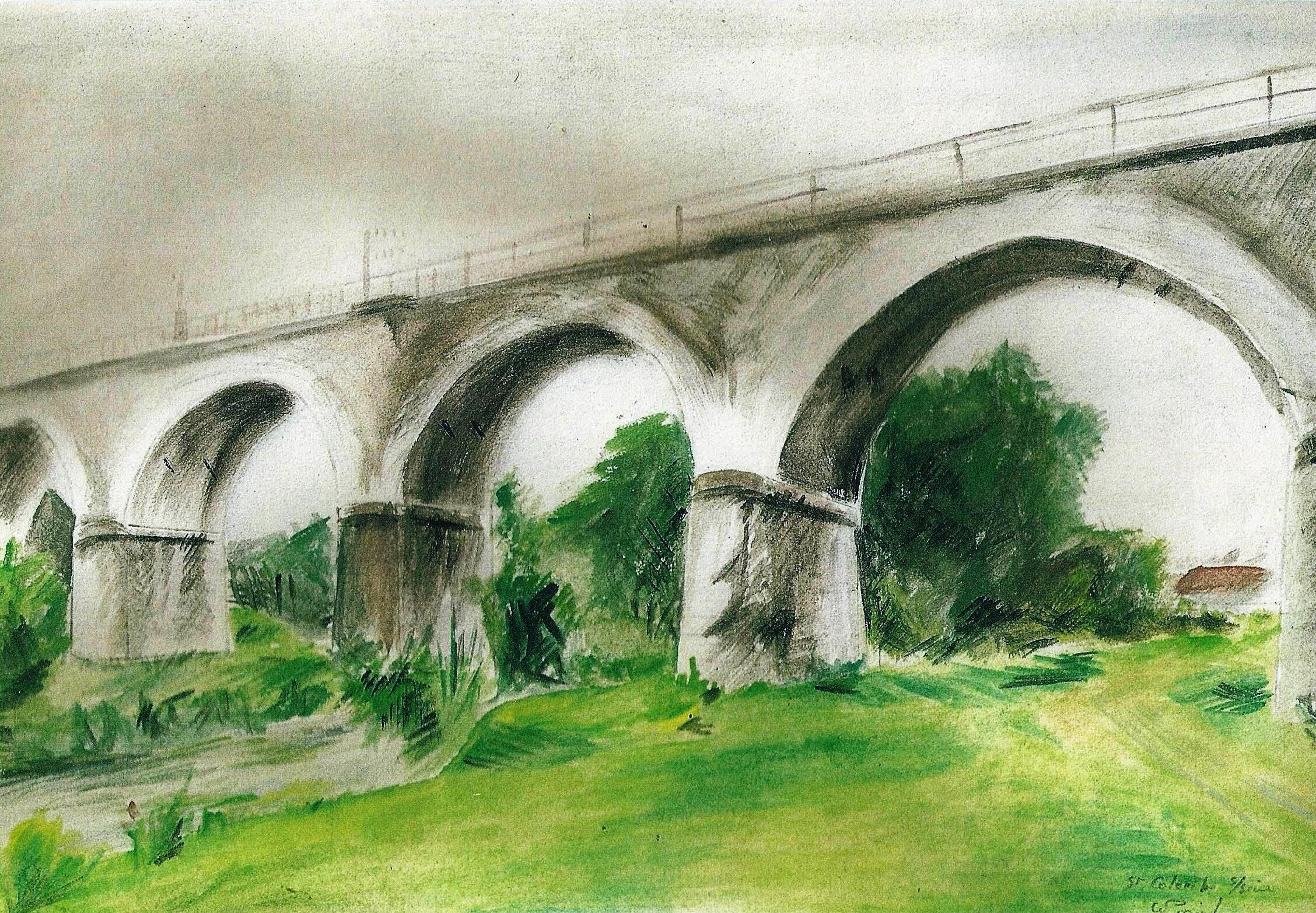
Le viaduc de Sainte-Colombe-sur-Seine, en partie reconstruit en 1946 après avoir été détruit en 1944.

Une convention provisoire du 11 avril 1857 rendue définitive par la loi du 19 juin 1857 concède la ligne à la Compagnie des chemins de fer de Paris à Lyon et à la Méditerranée (PLM). Le tracé en reste imprécis puisque la loi précise : de Châtillon à la ligne de Paris à Lyon à un point à déterminer d'Ancy-le-Franc à Montbard.
Le 26 septembre 1864 la ligne est mise en service en voie unique. Une seconde voie a été mise en service le 20 mai 1879. Elle sera déposée par la suite.
Le 1er juillet 1938, le service voyageurs est supprimé. Les ponts de Nuits, Ravières et Sainte-Colombe-sur-Seine sont détruits lors de la Seconde Guerre mondiale en 1944. En 1975, la CFTA reprend l'exploitation pour le fret de Châtillon-sur-Seine à Laignes. En 2009, CFTA devient Europorte-Proximité.

## Exploitation

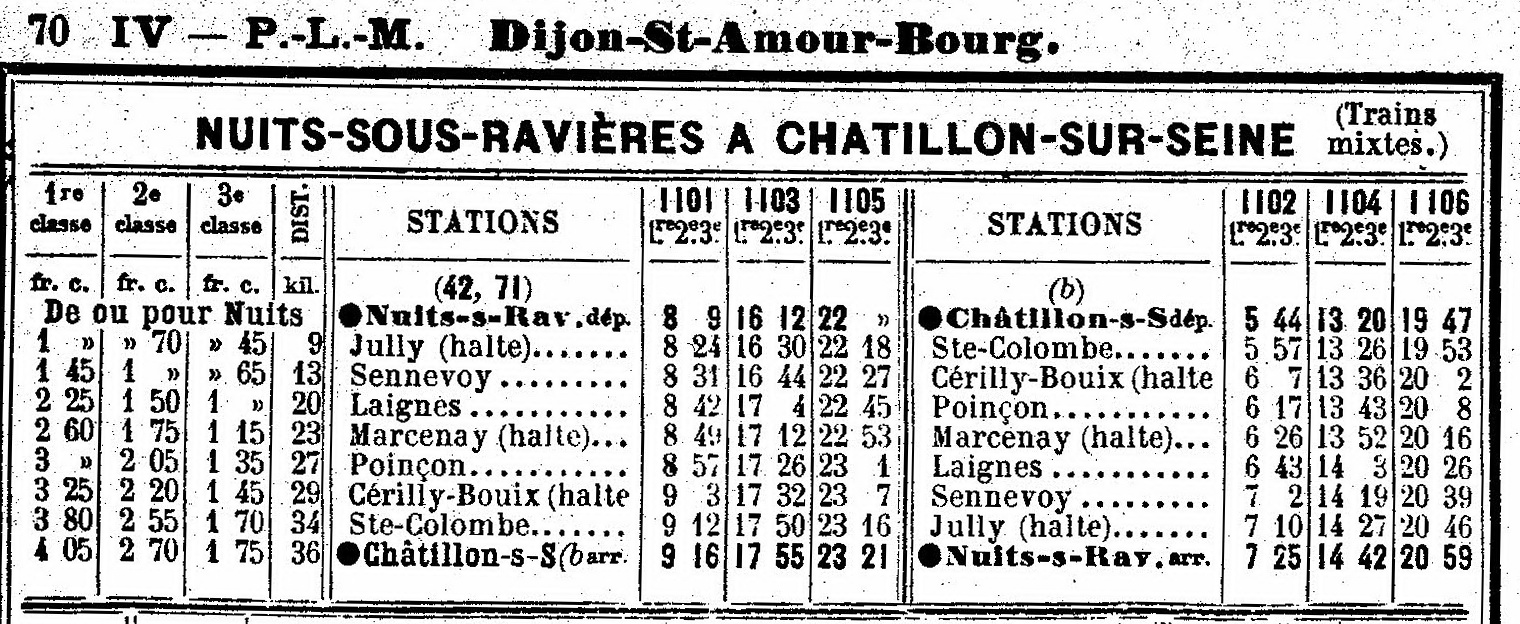
Horaires de la ligne en mai 1914.

La ligne à deux voies d'écartement standard comportait six gares et trois haltes. Jusqu'en 1929, trois trains de voyageurs y circulaient par jour. Le trajet de 36 km entre Nuits-sous-Ravières et Châtillon-sur-Seine s’effectuait en plus d’une heure. 
Les voies sont rénovées en 2013 par Réseau ferré de France, et au-delà jusqu'à Brion-sur-Ource (ligne de Bricon à Châtillon-sur-Seine) où se trouve une importante installation terminale embranchée pour les céréales du groupe Soufflet. La ligne, exploitée par Europorte Proximité, est utilisée pour les marchandises.

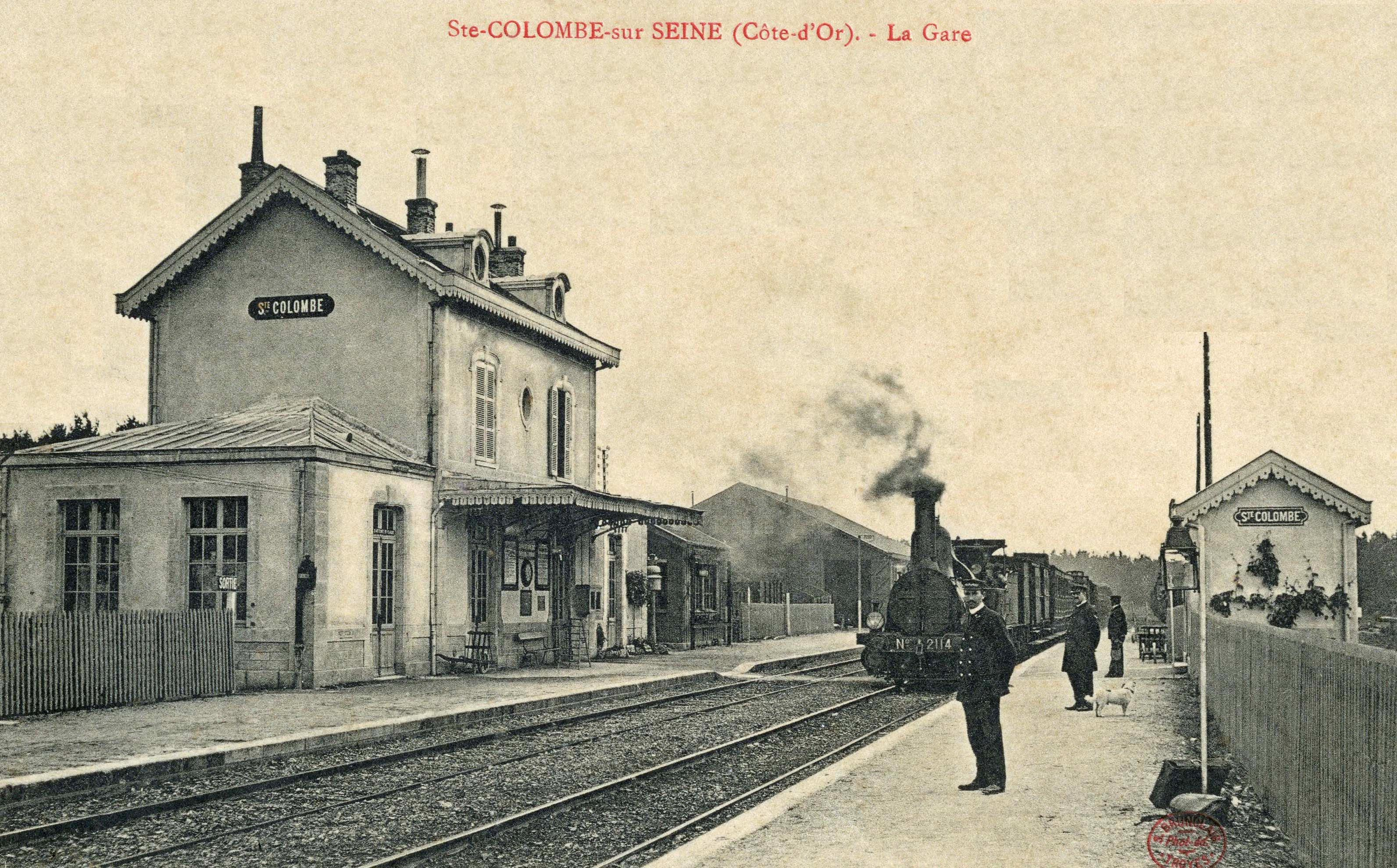
Gare de Sainte-Colombe-sur-Seine
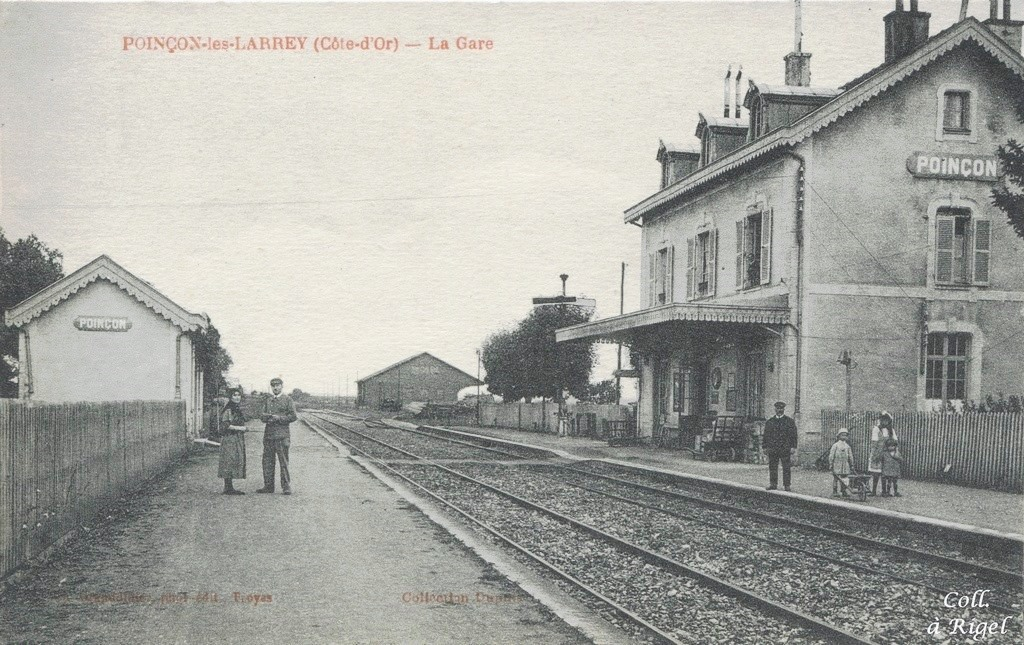
Gare de Poincon-les-Larrey
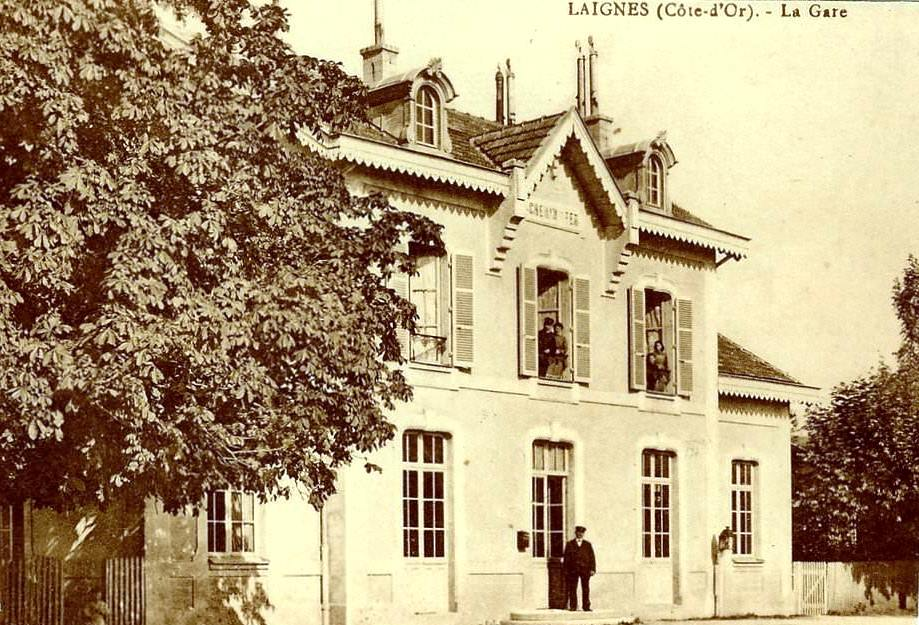
Gare de Laignes
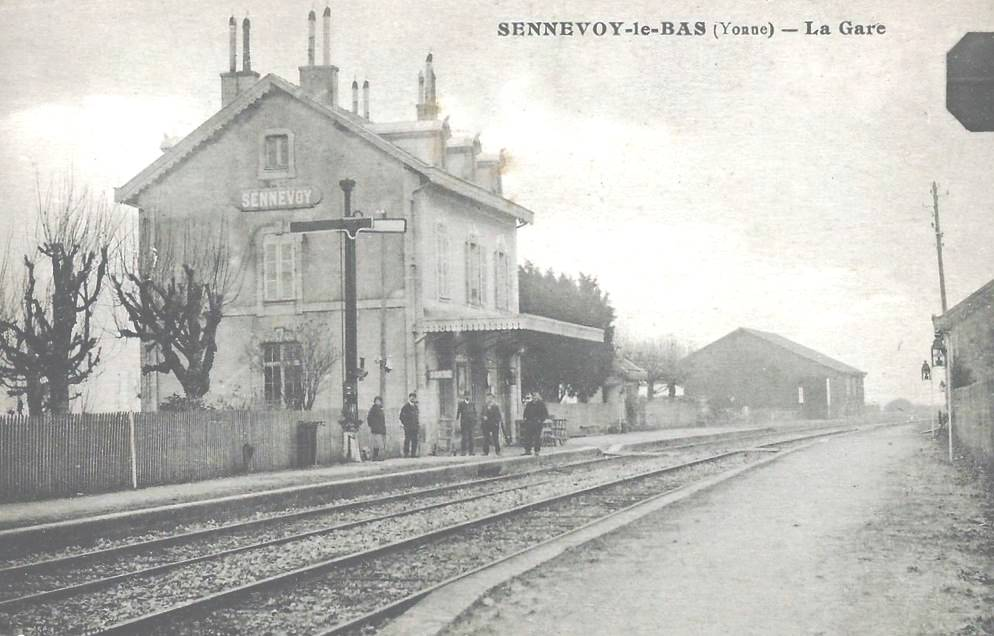
Gare de Sennevoy